# Le Grelle

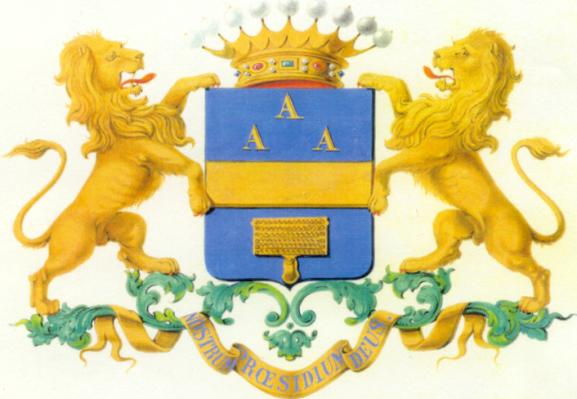
Devies Nostrum Praesidium Deus

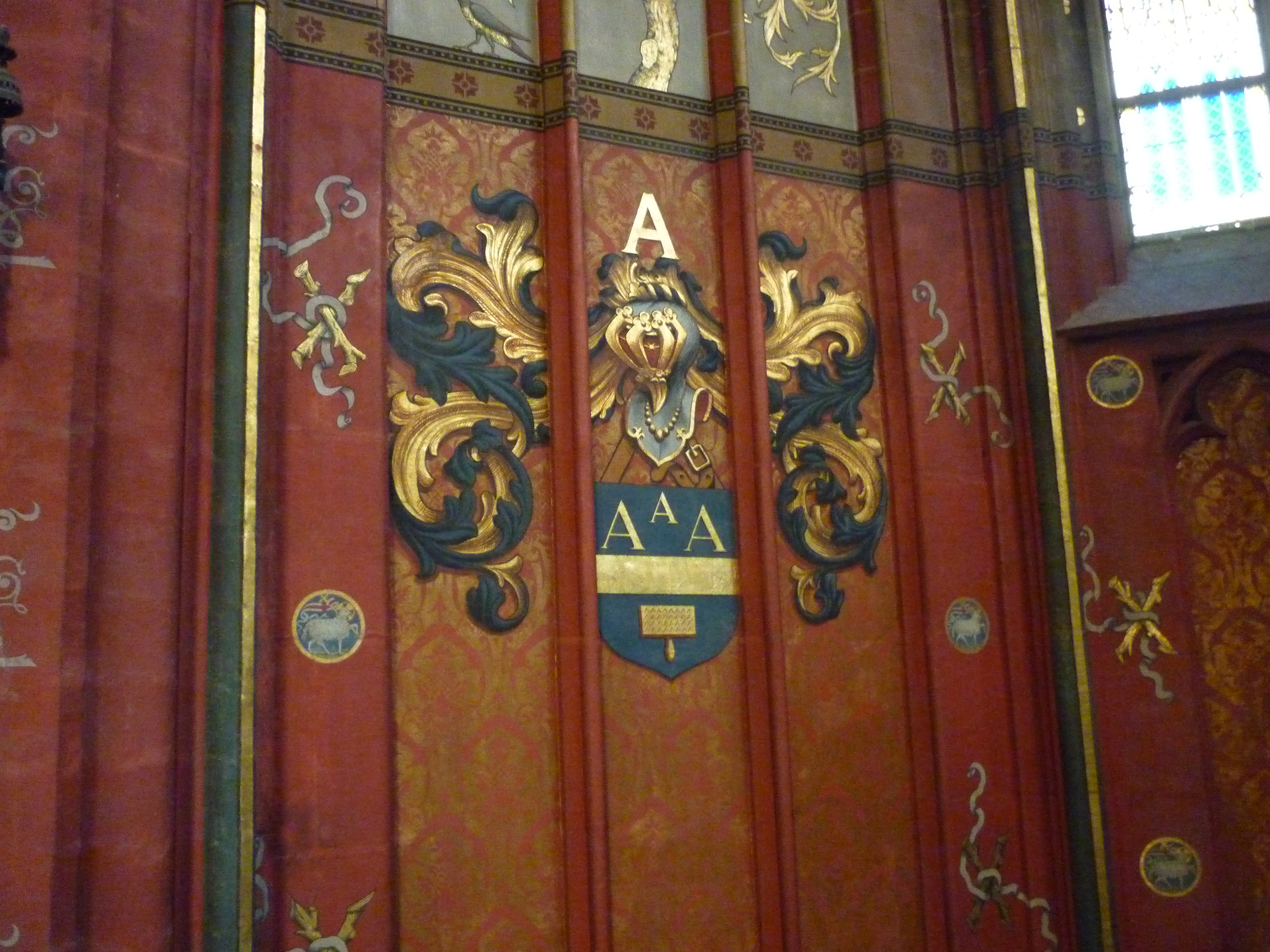
Wapenschild van de familie Le Grelle in de Onze-Lieve-Vrouwekathedraal (Antwerpen)

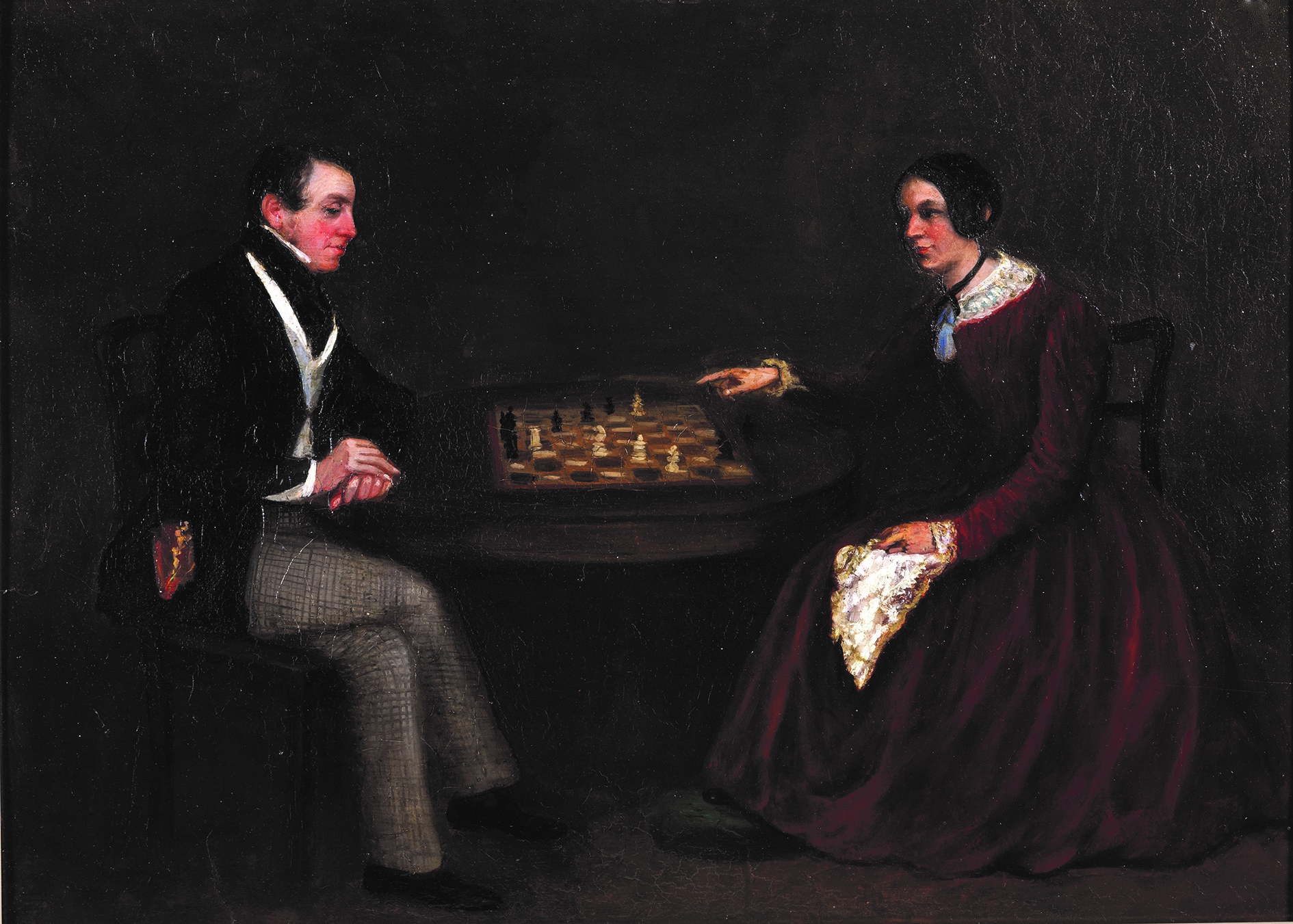
Graaf Gérard Le Grelle en Gravin (Gérard) Le Grelle geboren Annette van Lancker

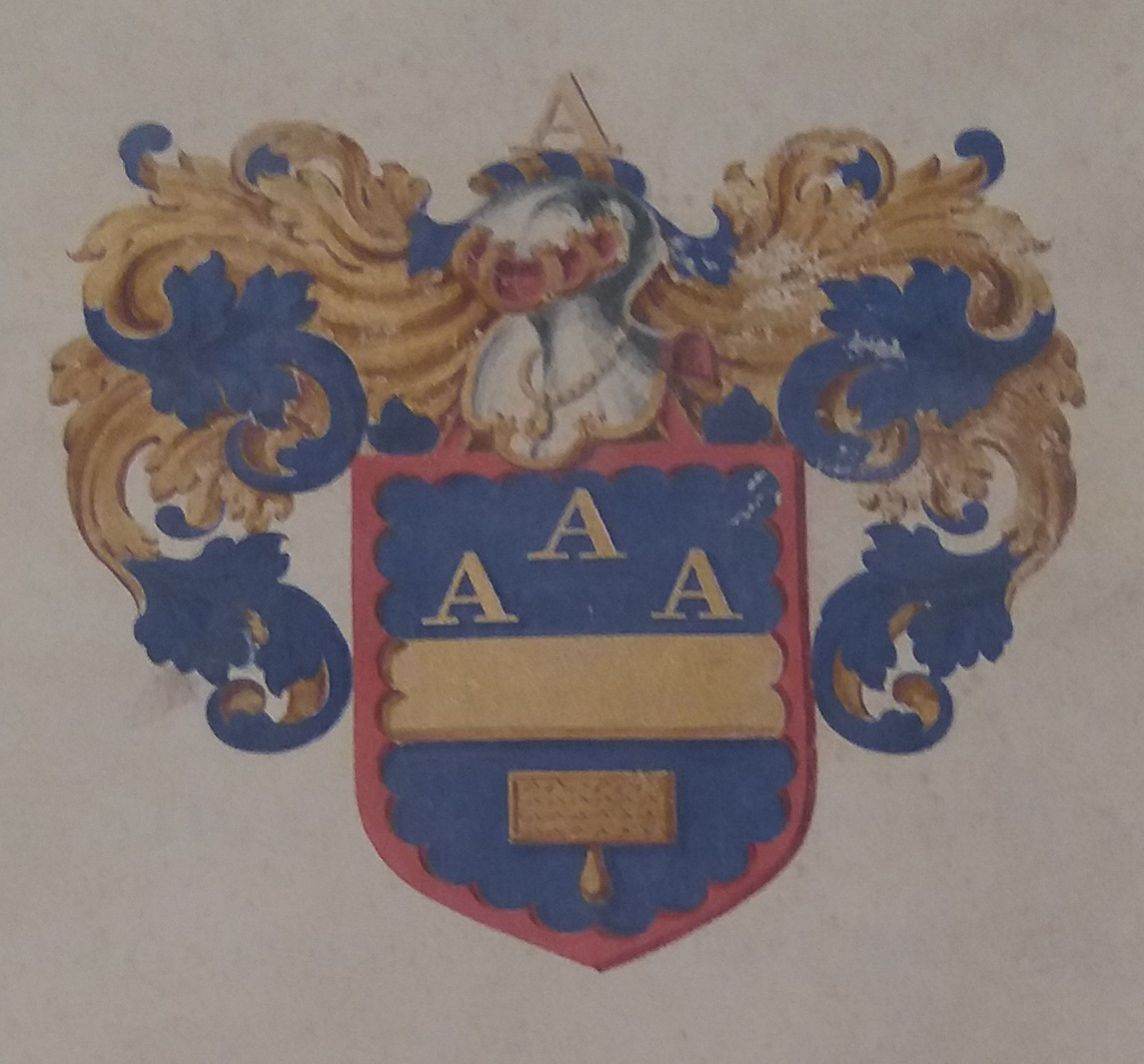
Wapenschild van de adelsbrief van Pierre Le Grelle de Rameyen

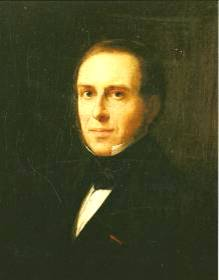
Gérard Le Grelle (1793-1871)

Le Grelle is een geslacht waarvan leden sinds 1794 tot de keizerlijke, Nederlandse, pauselijke en Belgische adel behoren.

## Oorsprong en economische activiteiten
Het geslacht Le Grelle begint met Jean in 1586 in Mainvault, bij Aat. De band met de stad Antwerpen gaat terug tot 1672, toen Willem (Guillaume), de achterkleinzoon van Jean, daar poorter van de stad werd. Het was in die tijd dat Le Grelle's deel gingen uitmaken van de aandeelhouders van de Oostendse Compagnie (1725) en de Compagnie van Triëste. Veel textielstoffen, porselein en andere goederen gingen door hun handen. Als textielhandelaar (in 1690) is François de gemeenschappelijke voorouder van de geadelde takken. Zijn drie zonen, Guillaume-François, Jean-François en Jean-Guillaume, waren ook actief in het bedrijf. In 1732 had hun handelsonderneming haar hoofdkantoor in de Hoogstraat. Guillaume-François en Jean-François 1754 importeerden textielstoffen, zijde, suiker, cacao, thee en porselein uit Engeland, Portugal en China in nauwe samenwerking met de Zweedse Oost-Indische Compagnie. 
Jean-Guillaume, de zoon van Guillaume, nam het bedrijf Beerenbroek & Co. over, een katoendrukkerij opgericht door zijn schoonvader in 1753. In 1757 betraden ook de broers Michel en Jean De Knyff en François J. Moretus in het kapitaal van de toenmalige drukkerij in Dambrugge, die in 1770 meer dan 576 arbeiders in dienst had. Tegelijkertijd werd in 1756 ook de suikerfabriek Huysmans et Cie of de Belle opgericht. In 1785 waren de aandeelhouders François J. Moretus, de drie broers De Knyff, Th. Huysmans en Jean-Guillaume Le Grelle. Deze laatste, reeds kasteelheer van Selsaeten (een eigendom dat door erfenis aan de familie Agie is overgedragen), bood op zijn beurt een kasteel aan elk van zijn kinderen aan ter gelegenheid van hun huwelijk. De familie bezat vele kastelen in de Antwerpse regio. Onder hen waren Rameyen, Gestel, Morckhoven, Selsaete, Middelheim, Presseux, Berchem, Doggenhout, Munsterbilzen, Boterberg, Beaulieu, Reet, Berendrecht, Wuustwezel, Steytelinck, Valaer, evenals vele herenhuizen op de Meir of Lange Gasthuisstraat.
De volgende generatie richtte een bank op, Le Grelle Frères, die in Antwerpen actief was op hetzelfde moment als haar grote zus, Bank Joseph J. Le Grelle (1792), van de grafelijke tak. Joseph J. had onder meer de verzekeringsmaatschappij Securitas (1819) en de verzekeringsmaatschappij L'Escaut (1821) opgericht. Gérard was, samen met zijn broers Henri en Edmond, een grote drijvende kracht achter de bank, die een belangrijke rol speelde in de financiering van de stad Antwerpen na de onafhankelijkheid van België. Samen met de Bank Rothschild was het ook een van de belangrijkste financiers van de pauselijke staten (deze waren goed voor een kwart van Italië van het zuiden van Rome tot Bologna), voor de hereniging van Italië, via de Rente Romaine in 1854 en 1864. Tot 1850 gaf het zijn eigen bankbiljetten uit. Bank Joseph J. Le Grelle was ook een belangrijke financier van de eerste Belgische kolonie in Guatemala - een slecht voorbereide expeditie die op een mislukking uitdraaide. In 1854 werd de bankinstelling geconfronteerd met het onvermogen van één haar debiteuren, om terug te betalen en werd ze eigenaar van 10.640 hectare in Guatemala. Sinds 7 oktober 1940 is de familie dit bezit uit het oog verloren.
In de 19e eeuw werden de industriële activiteiten van de familie gediversifieerd: de oprichting van Securitas, de Gazet van Antwerpen en Anhyp (in 1881, met Auguste Le Grelle). Anderen namen deel aan de oprichting van Liebig met de Duitse families in Antwerpen. Een eeuw later fusioneerden de aandeelhouders van Liebig en Maggi. Het waren echter de bancaire activiteiten die binnen het geslacht Le Grelle belangrijk bleven.
Onder meer de Bank Joseph Guillaume Le Grelle te Brussel, de Bank Max Le Grelle te Delft, die fuseerde met ABN-Amro na in dezelfde consolidatiekring te hebben gezeten als Bank Joseph J. Le Grelle (deze laatste was, via Bank Antwerpen, gefuseerd met Fortis Bank). Veel leden waren bankbestuurders waaronder Joseph Guillaume (stichter van de Banque Foncière te Brussel en commissaris van de Banque de Belgique), Henri (stichter van de Banque Commerciale d’Anvers), Gaston (P. Kok & C° Bank in Den Haag), Oscar (Crédit Anversois), Émile (Bank van Brussel) en Stanislas (Bank van Antwerpen).

## De Kerk en de goede werken
In Antwerpen en omgeving zijn er negenentwintig kerken en kapellen - waaronder de kathedraal – met glas in loodramen of uitbeeldingen met het wapen van de familie Le Grelle. De familie heeft drie aalmoezeniers geleverd, die aan het hoofd stonden van deze oude instelling (lang voor de oprichting van het OCMW) die voor de meest behoeftigen in de stad zorgde. Deze functie van een jaar was erg duur, omdat de Groot Aalmoezenier zelf de werking ervan financierde. In 1824 richtte Gerard Le Grelle de Maatschappij der Kristelijke Liefdadigheid (MKL.BE) op, die nog steeds actief is, als ziekenhuis en WZC. Talrijke kloosters en religieuze orders konden ook rekenen op de hulp van Gérard Le Grelle, wiens naam verbonden blijft aan een petitie voor godsdienstvrijheid in 1825.

## Le Grelle en politiek
Patriottisme is altijd belangrijk geweest in de familie Le Grelle. Reeds in 1790 had Henri-Jacques Le Grelle, dr. in de rechten, een eed van trouw gezworen aan de Republiek van de Verenigde Nederlandse Staten, hij was een van de drie auteurs van de Grondwet. Hij werd geadeld in januari 1794 (29 januari 1794: concessie van de adel door keizer Frans II ten gunste van Henri-Jacques Le Grelle (Oostenrijkse tijdperk)). In datzelfde jaar behoorde hij, samen met Joseph J. Le Grelle, tot de gijzelaars van de Fransen als pand voor de betaling van de oorlogsbijdrage van Antwerpen.
De Grondwet van de Republiek vormde een belangrijke basis voor de Belgische Grondwet die in 1831 door het Nationaal Congres werd aangenomen. Gerard Le Grelle, de neef van Henri-Jacques, was lid van het Nationaal Congres voor de provincie Antwerpen - een functie die hij combineerde met zijn mandaat als burgemeester, zijn statuut als bankier en later als lid van de Kamer van Volksvertegenwoordigers. Zijn situatie was niet erg comfortabel, want het bedrijfsleven was bereid zich als Orangisten te laten gelden uit angst dat de Schelde weer door Nederland zou worden geblokkeerd. Gérard, een Belgicist, sinds zijn opleiding in Brussel bij professor Lesbroussart, heeft zich tussen 1815 en 1830 laten gelden, door categorisch elke administratieve of politieke functie onder het Nederlandse regime te weigeren, bijvoorbeeld door te weigeren om tot gemeenteraadslid te worden benoemd. Gérard gaf er de voorkeur aan zich te concentreren op Antwerpen en zijn bank en weigerde opnieuw een functie als minister van Financiën in de Belgische regering. Hij was het die in 1836 besloot tot de tweede spoorverbinding in België, tussen Mechelen en Antwerpen, en die de architect was van de "IJzeren Rijn", een spoorlijn tussen Antwerpen en Keulen om goederen uit de haven van Antwerpen te transporteren. Onder zijn initiatieven noteren we de sanering van de Schelde, de aanleg van de kades, de aankoop van de Scheldetol van de Nederlanders, de bouw van de Bourlaschouwburg en de oprichting van de rubensiaanse feesten in 1840 om een Belgisch gevoel te creëren, (dat België reeds bestond ten tijde van Rubens). Gerard en zijn zoon Augustus waren ook kunstmecenassen, onder andere voor Nicaise de Keyser (die zijn naam gaf aan de De Keyserlei). In 1852 en opnieuw in 1853 krijgt Jonkheer Gerard de titel van graaf, eerst door de vorst van de pauselijke staten en vervolgens door de koning der Belgen. Na Gérard Le Grelle, achttien jaar lang burgemeester van Antwerpen, werden andere Le Grelle’s opgeroepen tot politieke functies in de Scheldestad en in de dorpen Pulle, Gestel en Reet. Ferdinand was senator, Max gemeenteraadslid van de stad Delft. Deze laatste, die op eenenveertigjarige leeftijd overleed, was zeer actief in het bedrijfsleven als bestuurder van zijn bank, maar ook van de Incasso Bank, de Standaard Hypotheek bank, de Delftsche Electrische Installatie Maatschappij, de Delftsche Machinefabriek en vele goede werken. Hij richtte de Katholieke woningbouw Vereeniging Sint Hyppolytus op, een woningcorporatie in Delft die vandaag de dag nog steeds bijna 5000 woningen beheert. Charles Le Grelle, naar wie een straat in Etterbeek (waar hij schepen was) is vernoemd, heeft het Egyptische rechtssysteem opgezet.
Op sportief vlak heeft de familie ook enkele sportieve prestaties, met name met graaf Léon Le Grelle, trainer en jockey in de stallen van baron Creutz, baron Osy en graaf van Limburg Stirum in Nederland. Zijn neef, graaf Gérard, volgde dezelfde weg; beiden wonnen talrijke prijzen. Meer recentelijk haalde gravin Diane Jacqueline Mathilde Gérardine Marie Ghislaine "Pinky"•le Grelle (-de Ravestein, -van de Kimmenade), Pinky Le Grelle de 59e plaats in het kleiduivenschieten op de Olympische Zomerspelen 1992 (voor Groot-Brittannië), terwijl Sébastien le Grelle in 1999 kampioen werd in de supersport Europees kampioenschap wegrace. Tegenwoordig heeft de naam Le Grelle nog steeds een zeer Antwerpse connotatie, maar de meerderheid van de familie woont er niet meer; in plaats daarvan is het te vinden in Waals-Brabant en zelfs voor een groot deel in Frankrijk, nadat deze tak eerst in Belgisch Congo had vertoefd. Tot slot moet worden opgemerkt dat alle Le Grelle’s een of meerdere malen afstammen van de Zeven geslachten van Brussel, onder andere via de Burbure, Villegas en Fauconval. In de Onze-Lieve-Vrouwekathedraal (Antwerpen) werd een kapel ingewijd door de familie Le Grelle, die een 16de-eeuwse triptiek herbergt.

## Genealogie
- Jean Le Greel (1586-…) x Peronne Destrebecq
- Gilles Le Grelle x Françoise Scohier
- Gilles Le Grelle (1621- ) x Barbe Huet
- Guillaume Le Grelle (1646-1724) x Claire Pels (1648-1714)
  - François Le Grelle (1671-1729), x Catherine De Schepper (1674-1731)
    - Guillaume Le Grelle (1701-1771), x Anne-Marie Mertens (1707-1742)
      - Jean-Guillaume Le Grelle (1733-1812), x Marie-Thérèse Janssens (1748-1811) 
        - Pierre Le Grelle de Rameyen (1769-1841)
        - Guillaume-Jean Le Grelle (1767-1820) x Marie-Thérèse de Bock
          - Louis Le Grelle (1817-1852) x Caroline d’Hanis (1817-1887)

    - Jean-François Le Grelle (1703-1759) x Marie-Isabelle de Broëta (1710-1770)
    - Gérard Le Grelle (1713-1771), x Catherine Oliva (1724-1791)
      - Gérard Le Grelle (1747-1800) x Marie-Anne Beeckmans (1758-1788)
      - Henri-Jacques Le Grelle (1753-1826)
      - Joseph-Jean Le Grelle (1764-1822), x Marie-Thérèse Cambier 
        - Graaf Gérard Le Grelle (1793-1871)
          - Graaf Auguste Le Grelle  (1817-1891)
            - Graaf Gérard Le Grelle (1848-1884)
              - Graaf Gaston Le Grelle (1880-1938)
              - Graaf Max Le Grelle (1881-1922)

          - Graaf Aloys Le Grelle SJ (1818-1883)
          - Graaf Ferdinand Le Grelle (1823-1895)
          - Graaf Stanislas Le Grelle (1827-1908)
            - Graaf Albéric Le Grelle (1860-1934)
            - Graaf Oscar Le Grelle (1861-1930)
              - Graaf Albert Le Grelle (1888-1914)

            - Monsignor graaf Stanislas Le Grelle (1874-1957)

        - Joseph-Guillaume Le Grelle (1795-1880)
        - Edmond Le Grelle (1805-1876)

## Telgen
- Jean-Guillaume Le Grelle (Antwerpen, 17 november 1733 - 11 januari 1812), kleinzoon van François Le Grelle, groot aalmoezenier van Antwerpen in 1771. Hij had zowel suikerfabrieken als een katoendrukkerij. Dit bedrijf had de exclusiviteit voor de Oostenrijkse Nederlanden verworven en had in 1770, 500 werknemers in dienst. Hij woonde in het Kasteel Selsaete te Wommelgem. Door erfenissen werd het kasteel overgedragen aan de familie Agie de Selsaeten.
- Pierre Joseph Adrien Le Grelle van Rameyen (Antwerpen, 17 juni 1769 - Gestel, 13 juni 1841), zoon van Jean-Guillaume, trouwde met Marie-Josèphe van den Bol (1784-1870). Zijn weduwe verkreeg in 1852 adelverheffing in naam van haar overleden echtgenoot, voor haar en haar vijf kinderen. De enige zoon die trouwde was Charles Le Grelle (1806-1882), met Marie-Madeleine van Pruyssen (1814-1898). Ze hadden een dochter en een zoon, die jong stierf. Deze familietak was derhalve in 1882 uitgedoofd. Ze woonden in het Kasteel van Rameyen, dat door de familie de Cock de Rameyen werd geërfd.
- Louis Le Grelle (1817-1852), kleinzoon van Pierre Le Grelle, botanicus, woonde in het kasteel van Berchem. Lid van de administratieve commissie van de Koninklijke Tuin- en Landbouwmaatschappij van Antwerpen VZW en houder van het erediploma van de tuinbouwverenigingen van Brussel, Mechelen, Gent, Leuven, Leiden, Bordeaux... Naamgever van verschillende bloemen en planten.
- Jean-François Le Grelle (29 december 1703 - 9 maart 1759), zoon van François Le Grelle, rechter in de kamer van Tonlieu. Hij woonde in het Kasteel Morckhoven. Met zijn broer Guillaume-François Le Grelle richtte hij een handelsfirma op. Van 1730 tot 1750 importeerden ze textiel, zijde, suiker, cacao, thee en porselein uit Engeland, Portugal en China in samenwerking met de Zweedse Oost-Indische Compagnie. Vanaf 1754 werden de twee broers industriëlen, met suikerraffinaderijen en papierfabrieken.
- Gérard Le Grelle (1747-1800), kleinzoon van Jean-François Le Grelle, groot aalmoezenier in 1787 en schepen van de stad Antwerpen, benoemd tot vertegenwoordiger/directeur in 1785 voor de Keizerlijke en Koninklijke Maatschappij van Triëste en Fiume.
- Henri Jacques Le Grelle (Antwerpen, 30 juli 1753 - 19 januari 1826), jongere broer Gérard. Hij was jurist (afgestudeerd in de beide rechten te Leuven in 1779) en politicus. Hij was schepen van Antwerpen en redigeerde mee de Grondwet van de Verenigde Nederlandse Staten in 1790. Hij werd geadeld door keizer Frans II van Oostenrijk in 1794 en door de Fransen als gijzelaar gevangen gehouden op Het Steen op 7 augustus 1794.
- Joseph Jean Le Grelle (1764-1822), jongere broer van Gérard en Henri Jacques. Bankier en oprichter van de Bank Joseph J. Le Grelle, groot aalmoezenier van Antwerpen in 1795, medeoprichter van de Antwerpse verzekeringsmaatschappij Securitas. Medeoprichter van de verzekeringsmaatschappij De Schelde. Joseph - J. Le Grelle werd tijdens de Franse overheersing in 1794 als gijzelaar gevangen genomen en naar Parijs gebracht. Hij werd pas bevrijd na de val van Robespierre.
- Graaf Gérard Le Grelle (Antwerpen, 6 januari 1793 - 28 oktober 1871), oudste zoon van Joseph-Jean Le Grelle. Hijn was bankier, burgemeester van Antwerpen, lid van het Belgisch Nationaal Congres en Huis van Afgevaardigden. Bij de dood van zijn oom Henri-Jacques Le Grelle kregen hij en zijn vier broers de adellijke status. In 1852 door paus Pius IX benoemd tot Romeins graaf, titel erkend in de Belgische adel in 1853. Hij trouwde met Annette van Lancker (1792-1872) en zij kregen dertien kinderen.

- Graaf Auguste Le Grelle (1817-1891), zoon van Gérard, getrouwd met Mathilde de Burbure de Wesembeek (1819-1899). Bankier van de Bank Joseph J. Le Grelle, erelid van de Antwerpse Academie, penningmeester van de Koninklijke Academie voor Schone Kunsten van Antwerpen, lid van de commissie van het Koninklijk Museum voor Schone Kunsten Antwerpen, voorzitter van de Sint-Pieterspenning. Oprichter van de kerk in de Hemelstraat in Antwerpen. Mecenas van de kunstenaar Nicaise de Keyser. Hij was een van de medeoprichters, samen met zijn zoon Emile Le Grelle en zijn broer Stanislas Le Grelle van ANHYP (1881).
- Graaf Gaston Le Grelle (1880-1938), kleinzoon van Auguste. Directeur van de Bank P. Kok & Co in 's-Gravenhage (Nederland), vertaalde het boek Ils étaient cinq enfants van Giovanna di Mascio in het Nederlands. Hij trouwde een Nederlandse en zijn kinderen werden in Nederland geboren. (Beauraing, vijf kinderen). Hij kent veel nakomelingen tot op de dag van vandaag.
- Graaf Max Le Grelle (1881-1922), voorzitter en directeur van de Bank M. Le Grelle Co in Delft, directeur van de Incasso Bank, directeur van de Standaard Hypotheekbank, Delftsche Electrische Installatie Maatschappij en Delftsche Machinefabriek,[1] voorzitter van de Eerste Roomsch Katholieke Levensverzekeringsmaatschappij, gemeenteraadslid van de stad Delft, oprichter en voorzitter van de Katholieke woningbouwvereniging St. Hyppolytus, een vereniging die vandaag de dag 4396 huurwoningen in Delft beheert. Voorzitter van de Sint-Vincentiusvereniging. Verwierf toelating tot de Nederlandse adel voor hem en al zijn nakomelingen (overleden zonder nageslacht).
- Graaf Aloys Le Grelle (1818-1883), zoon van Gérard. Jezuïet, vice-provinciaal van de Sociëteit in België, voormalig rector van de colleges van Namen, Leuven, Luik en Antwerpen.
- Graaf Ferdinand Le Grelle (1823-1895), zoon van Gérard, bankier bij de Bank Joseph J. Le Grelle, senator. Voorzitter van het Decanaal Comité van de Sint-Pieterspenning. Twee keer getrouwd, niettemin is zijn familietak uitgestorven.
- Graaf Stanislas Le Grelle (1827-1908), zoon van Gérard, werd bankier en trouwde met Adélaïde de Villegas de Saint-Pierre Jette (1839-1881). Ze hadden twaalf kinderen.
- Graaf Oscar Le Grelle (1861-1930), zoon van Stanislas. Gemeenteraadslid van de Stad Antwerpen, medeoprichter en bestuurder van N.V. De Vlijt, uitgever van de Gazet van Antwerpen, bestuurder van Crédit Anversois.
- Graaf Albert Le Grelle (1888-1914), kleinzoon van Stanislas, stierf voor België in Kaaskerke.
- Monseigneur Graaf Stanislas Kostka Ulric Joseph Ghislain Le Grelle (Antwerpen, 14 juni 1874 - Rome, 16 mei 1957), de tiende van de twaalf kinderen van Stanislas Le Grelle, werd priester en promoveerde tot doctor in de Filosofie en Theologie. In 1940-1945 was hij lid van het Geheim Leger. Geheim kamerheer van de paus.
- Joseph Guillaume Antoine Le Grelle (Antwerpen, 27 oktober 1795 - Schaarbeek, 9 april 1880), bankier, was de tweede van de vijf broers die de adellijke status van zijn oom erfde. Hij trouwde met Mathilde de Vicq de Cumptich (1817-1889). In de volgende generatie stierf deze familietak uit. Bankier bij de Banque Joseph-Guillaume Le Grelle te Brussel, oprichter van de Banque Foncière, commissaris van de Banque de Belgique.
- Edmond Nicolas Antoine Le Grelle (Antwerpen, 6 mei 1805 - Wilrijk, 14 augustus 1876), zoon van Joseph-Jean, kreeg in 1826 het statuut van edelman. Hij was kapitein-commandant van de Garde Civique te paard in Antwerpen. Bankier bij de bank Joseph J. LE GRELLE.  Hij trouwde met Eulalie Cambier (1806-1862) in 1826, met Marie van Eersel (1815-1866) in 1863 en met Bathilde De Wael (1829-1908) in 1867. Uit het derde huwelijk zijn twee dochters geboren. Zijn vrouwen stichtten verschillende scholen en goede werken op in Antwerpen. Hij woonde in het kasteel van Middelheim.
- Graaf Léon Le Grelle (1852-1909), jockey, houder van talrijke nationale en internationale prijzen, trainer van de paarden in de stallen van Baron Osy en Baron Creutz in België en Nederland.
- Charles Le Grelle (1854-1938), jonkheer, plaatsvervangend officier van justitie. Als procureur-generaal van de Egyptische rechtbanken heeft hij de gerechtelijke organisatie van het land opgezet. Erecommissaris van Munten. Hij woonde in het kasteel van Engismont in Engis.
- Maxime Le Grelle (1906-1984), Belgisch priester en schrijver
- Daniel Le Grelle (1922-2018)
- Graaf Hervé Le Grelle (1927-1953), sergeant-student-piloot, is omgekomen tijdens een missie in de VS.
- Graaf Arnold Le Grelle (1934-1961), luitenant in het 1e Regiment Gidsen. Stierf tijdens zijn dienst in Elisabethstad (Katanga). Er is een promotie bij de Koninklijke Militaire School naar hem genoemd.
- Graaf Jacques Le Grelle (1904-1990), reservecommandant die naar Londen vluchtte, terugkeerde als lid van het Comète-netwerk, werd gevangen genomen, gemarteld en ter dood veroordeeld. Tijdens de bevrijding van het concentratiekamp van Amberg op 23 april 1945, werd hij ternauwernood gered door Amerikaanse troepen. Na de oorlog voerde hij in opdracht van de Verenigde Naties missies uit in India, Pakistan en het Midden-Oosten.
- Graaf Hugues Le Grelle (1931-2019), zoon van Jacques, paracommando-officier die voor het eerst op Stanleyville sprong tijdens Operatie Red Dragon (1964)
- Graaf Bernard A. Le Grelle (1948) is een onderzoeksjournalist, politiek adviseur, schrijver, voormalig expert van de Verenigde Naties en public affairs executive. Hij staat bekend om zijn langdurige onderzoek aan de moord op JFK.
- Sébastien Le Grelle (1974), motorrijder

## Toponiem
- Te Antwerpen :
  - Legrellelei
  - Gérard LE GRELLELAAN
- Te Gestel :
  - LEGRELLESTRAAT
- Te Etterbeek :
  - Rue Charles LE GRELLE
- Te Jette :
  - Rue Stanislas LE GRELLE
- Te Pulle :
  - Legrellelei

## Adelsbrieven
- 29 januari 1794: Concessie van adel door keizer Frans II ten gunste van Henri-Jacques Le Grelle
- 31 juli 1822: erkenning van adel ten gunste van Henri-Jacques Le Grelle met de gunst dat zijn jongere broer Joseph-J. Le Grelle van deze erkenning zou kunnen genieten mocht hij zonder kinderen sterven (Koninkrijk der Nederlanden)
- 24 februari 1823: bij koninklijk besluit dat de kinderen van Joseph J. Le Grelle uiteindelijk zouden genieten van de clausule waarvan hun overleden vader (Koninkrijk der Nederlanden) had moeten genieten
- 19 januari 1826: Gérard, Joseph-Guillaume, Jean, Henri en Edmond Le Grelle krijgen bij het overlijden van hun oom Henri-Jacques Le Grelle de erkenning van adel die Henri-Jacques Le Grelle op 31 juli 1822 (Koninkrijk der Nederlanden) had verkregen
- 27 november 1827: in een brief van de Hoge Raad van Adel werden de vijf kinderen van Joseph-J Le Grelle aangewezen als begunstigden van de erkenning van 31 juli 1822 (Koninkrijk der Nederlanden)
- 7 september 1852: Paus Pius IX kent de titel van graaf toe aan Gerard Le Grelle, die kan worden doorgegeven aan zijn rechtmatige nakomelingen
- 10 augustus 1853: toestemming om deze titel in België te dragen, maar overdraagbaar aan de eerst geborenen (Koninkrijk België, Leopold I)
- 8 februari 1871: uitbreiding van de titel van graaf tot alle nakomelingen van Gérard Le Grelle (Koninkrijk België, Leopold II)